# Konstanty Moczko
Konstanty Moczko (ur. 15 lutego 1906 w Ciasnej, zm. 30 lipca 1957 w Katowicach) – polski zapaśnik.
Walczył w stylu klasycznym. Wystąpił na mistrzostwach Europy w 1927 w Budapeszcie. Był mistrzem Polski w wadze koguciej w 1927 i w 1928 w oraz wicemistrzem w wadze muszej w 1925.
Zmarł tragicznie wskutek wypadku budowlanego przy Katedrze Chrystusa Króla w Katowicach. Został pochowany na cmentarzu przy ul. Sienkiewicza w Katowicach.
Jego bracia Wiktor (1907–1937) i Alojzy (1913–1983) byli znanymi bokserami.